# Беркенешть (комуна, Яломіца)
Беркенешть, Беркенешті (рум. Bărcănești) — комуна у повіті Яломіца в Румунії. До складу комуни входять такі села (дані про населення за 2002 рік):
- Беркенешть (2040 осіб)
- Кондеєшть (1938 осіб)

Комуна розташована на відстані 48 км на північний схід від Бухареста, 57 км на захід від Слобозії, 139 км на південний захід від Галаца, 138 км на південний схід від Брашова.

## Населення
За даними перепису населення 2002 року у комуні проживали 3978 осіб.
Національний склад населення комуни:
| Національність | Кількість осіб | Відсоток |
| -------------- | -------------- | -------- |
| румуни         | 3514           | 88,3%    |
| цигани         | 461            | 11,6%    |
| греки          | 1              | < 0,1%   |
| чанго          | 1              | < 0,1%   |

Рідною мовою назвали:
| Мова      | Кількість осіб | Відсоток |
| --------- | -------------- | -------- |
| румунська | 3611           | 90,8%    |
| циганська | 364            | 9,2%     |
| грецька   | 1              | < 0,1%   |

Склад населення комуни за віросповіданням:
| Релігія        | Кількість осіб | Відсоток |
| -------------- | -------------- | -------- |
| православні    | 3921           | 98,6%    |
| адвентисти     | 51             | 1,3%     |
| реформати      | 1              | < 0,1%   |
| п'ятдесятники  | 1              | < 0,1%   |
| греко-католики | 1              | < 0,1%   |
| мусульмани     | 1              | < 0,1%   |

## Зовнішні посилання
- Дані про комуну Беркенешть на сайті Ghidul Primăriilor [Архівовано 15 травня 2012 у Wayback Machine.]